# محمد بن مبروك الحامدي
محمد الحامدي (حسي عمر، 26 جانفي 1971-)، هو وزير التربية بتونس وسياسي تونسي وعضو في المجلس الوطني التأسيسي ومنسق حزب التحالف الديمقراطي. يحمل الحامدي إجازة في الفلسفة من كلية الآداب بمنوبة وقد عمل لعدة سنوات كأستاذ في معهد 2 مارس بمدنين. نشط الحامدي في التيار الطلابي وفي الاتحاد العام التونسي للشغل ككاتب عام للنقابة الجهوية للتعليم الثانوي بمدنين ثم كعضو في النقابة الوطنية للتعليم الثانوي. في 2001 التحق بالحزب الديمقراطي التقدمي الذي انتخب عام 2006 في مكتبه السياسي. فاز الحامدي في انتخابات المجلس الوطني التأسيسي بأحد مقاعد دائرة مدنين عن الحزب متحصلا على 3.7% من الأصوات. في أفريل 2012 رفض الحامدي و8 نواب للحزب الديمقراطي التقدمي الاندماج في الحزب الجمهوري مطلقين التيار الإصلاحي. في نوفمبر 2012 أعلن التيار الإصلاحي عن اندماجه مع حزب الإصلاح التنمية وعدد من المستقلين في التحالف الديمقراطي  الذي اختير الحامدي رئيسا لهيئته التسييرية.